# Scandinavian Nights
A Scandinavian Nights a Deep Purple egyik koncertalbuma. A felvétel 1970-ben készült Stockholmban a Svéd Rádió közreműködésével, de csak 1988-ban jelent meg. Az 1992-es amerikai kiadása a Live & Rare címet kapta.
Az album nem keverendő össze a Scandinavian Nights (Live in Denmark) koncertvideóval (másik címe: Machine Head Live 1972), ami egy évvel később készült a Machine Head album dániai előadásáról.

## Az album dalai
A számok hossza és sorrendje kiadásonként eltérhet.
CD 1
1. Wring That Neck (Blackmore/Lord/Simper/Paice) – 34:38
2. Speed King (Blackmore/Gillan/Glover/Lord/Paice) – 11:02
3. Into the Fire (Blackmore/Gillan/Glover/Lord/Paice) – 4:39
4. Paint It Black (Jagger/Richards) – 9:31

CD 2
1. Mandrake Root (Blackmore/Evans/Lord) – 29:46
2. Child in Time (Blackmore/Gillan/Glover/Lord/Paice) – 19:29
3. Black Night (Blackmore/Gillan/Glover/Lord/Paice) – 7:30

## Közreműködők
- Ian Gillan – ének
- Ritchie Blackmore – szólógitár
- Jon Lord – orgona, billentyűk
- Roger Glover – basszusgitár
- Ian Paice – dob